# Crossgen Chronicles
Crossgen Chronicles est un comics publié par CrossGen, consacré à l'exploration du passé des autres séries qui dura 8 épisodes, avant d'être remplacée par divers one-shots et mini-séries.

## Épisodes
- Numéro 1 : (scénario : Ron Marz et Barbara Kesel, dessin : Claudio Castellini, encrage : Caesar Rodriguez et Andrew Crossley, couleurs: Michael Atiyeh), met en scène la première apparition les Primaux ou First, qui observent les marqués des 4 premières séries : Meridian, Mystic, Scion, Sigil, durant l'intervalle entre les épisodes 1 et 2 de leurs séries.
- Numéro 2 : (scénario : Ron Marz, dessin : George Perez, encrage : Dennis Jensen, couleurs: Laura Depuy), situé dans l'univers de Scion, raconte comment une bataille navale entre deux ancêtres des Hérons et Ravens fut à l'origine de la trêve entre leurs deux peuples et du combat rituel remplaçant leurs guerres.
- Numéro 3 : (scénario : Barbara Kesel, dessin : George Perez, encrage : Mike Perkins, couleurs : Laura Depuy), situé dans l'univers de Meridian, raconte comment les parents de Sephie se rencontrèrent, contrariant les plans de Ilahn qui désirait sa mère.
- Numéro 4 : (scénario : Mark Waid, dessin : George Perez, encrage : Mike Perkins, couleurs : Laura Depuy), situé dans l'univers de Sigil, raconte les circonstances de la naissance de l’amitié entre Samandhal et Roiya et les causes de son inimitié avec Tchlusarud, un prince saurien.
- Numéro 5 : (scénario : Ron Marz, dessin : George Perez, encrage : Pablo Marcos, couleurs : Matt Garcia et Chris Garcia), situé dans l'univers de Mystic, raconte comment les guildes magiques, qui étaient 8 à l’époque, vainquirent Animora, une First bannie et comment à cette occasion les esprits de leurs chefs devinrent immortels.
- Numéro 6 : (scénario : Barbara Kesel, dessin : Esteban Maroto, encrage : Esteban Maroto, couleurs : Nick Bell), situé dans l'univers de The First, raconte comment, après le départ d'Altwaal, les deux maisons s'organisèrent à son instigation, Pyrem prenant la tête des Dextres, tandis qu'Ingra accouchait de son enfant, préparant ainsi le futur.
- Numéro 7 : (scénario : Tony Bedard, dessin : Rudy Nebres, encrage : Rudy Nebres, couleurs : Jeremy Cox), raconte le passé d'Obregon Kaine avant le début de la série Negation.
- Numéro 8 : (scénario : Mark Waid, dessin : Esteban Maroto, encrage : Pablo Marcos, couleurs : Jeremy Cox), situé dans l'univers de Crux, raconte comment les deux leaders des atlantes en faisant face à une crise, firent les choix qui devaient décider de leur conduite à venir.

## Publication
Le premier épisode de la série a été publié dans Planète Comics 11 de Semic. Les autres seront publiés dans les numéros 1 à 4 de la revue Crossgen Chronicles de Semic.